# Patricia Caro Maya
Patricia Caro Maya (nascuda el 1982) és una psicòloga, activista feminista i política espanyola, militant de Podem que exerceix com a diputada al Parlament Europeu des del 2023, quan va reemplaçar Sira Rego al càrrec, en esdevenir aquesta Ministra del Govern espanyol.
Va estudiar psicologia. És activista feminista i està compromesa amb els drets de les dones gitanes. Va treballar per a l'Organització per a la Seguretat i la Cooperació a Europa i va formar part d'un dels grups assessors de les Nacions Unides. Està afiliada al moviment polític Podem; el 2019, va ser candidata al Parlament Europeu sota la bandera de la coalició d'esquerres Unides Podem. Va prendre possessió com a diputada al Parlament Europeu durant la 9a legislatura el novembre de 2023, unint-se al Grup d'Esquerra.